# Neolobophorinae
Neolobophorinae – podrodzina skorków z podrzędu Neodermaptera i rodziny skorkowatych.
Owady o średnich jak na skorki rozmiarach ciała. Kulistawa głowa ma mniej lub bardziej wyraźne szwy lub też jest szwów pozbawiona (u niektórych Neolobophora). Czułki mają pierwszy człon normalnie wykształcony lub podwójnie żeberkowany (Eudohrnia), a pozostałe człony relatywnie krótkie, przy czym czwarty jest wyraźnie krótszy niż trzeci. Szerokość przedplecza jest taka jak głowy. Pokrywy (tegminy) mogą być od dość dobrze wykształconych (u Setocordax) przez krótkie, skrócone po szczątkowe, zredukowane do bocznych klapek (u Tristanella). Śródpiersie jest mniej więcej tak szerokie jak długie, kwadratowe w zarysie. Walcowaty, gładki odwłok ma w przypadku samca ostatni z tergitów zwykle poprzeczny, o krawędzi tylnej niezmodyfikowanej lub wyposażonej w dwa kolce. Przysadki odwłokowe przekształcone są w cienkie, szydłowate szczypce, które u samców mogą być uzbrojone ząbkami na krawędziach wewnętrznych.
Przedstawiciele podrodziny zasiedlają krainy: orientalną i neotropikalną.
Takson ten wprowadzony został w 1907 roku przez Malcolma Burra. Należy doń 18 opisanych gatunków, zgrupowanych w 5 rodzajach:
- Eudohrnia Burr, 1907
- Metresura Rehn, 1922
- Neolobophora Scudder, 1875
- Setocordax Brindle, 1970
- Tristanella Borelli, 1909